# 愛知教育大学附属岡崎小学校
愛知教育大学附属岡崎小学校（あいちきょういくだいがくふぞくおかざき・しょうがっこう）とは、愛知県岡崎市六供町にある、愛知教育大学の教育学部附属の国立小学校。略称は「附小」（ふしょう）。
愛知教育大学の附属小学校は他に附属名古屋小学校がある。

## 概要
1901年（明治34年）に「愛知第二師範学校附属小学校」として開校した。数回の改称を経て1966年（昭和41年）に現校名となった。
2017年度（平成29年度）の児童数は582名。
小学校と中学校は同じ岡崎市内にあるが、校地は隣接しておらず、離れている。小学校の住所は愛知県岡崎市六供町八貫15番地。
1957年（昭和32年）に学園歌が制定された。小中共通。作詞は谷川潔、作曲は冨田静江による。歌詞は3番まであり、お別れ音楽会などで歌われ、1年の間に暗唱する。
校章は、黒い花弁3枚を背景にして、中央に「附」の文字を置いている。 岡崎市に縁のある徳川家の葵の御紋をモチーフにしている。　

## 沿革
- 1901年（明治34年）
  - 随念寺を仮校舎として 「愛知県第二師範学校附属小学校」が開校（県立）。当初3学級（尋常科1年・2年、高等科1年）で発足。
  - 校訓と校章、制服と制帽を制定。
- 1902年（明治35年）
  - 南校舎の完成により、現在地に移転完了。高等科女子組を設け4学級編成となる。
  - 3学級を増設し尋常科4学級、高等科4学級編成となる。
  - 教育実習生の指導を開始。
  - 北校舎・中校舎・屋内体操場が完成。
- 1907年（明治40年）- 第1回特別授業研究会（年に1回）を実施。朝会、通学団を創設。
- 1909年（明治42年）4月 - 小学校令の一部改正により、義務教育年限が尋常科4年から尋常科6年に延長され、修業年限を尋常科6年・高等科3年に改定。
- 1913年（大正2年）- 第1回学年研修会（学期ごとに1回）を開始。
- 1914年（大正3年）- 高等科に農業科を加える。
- 1916年（大正5年）- 第1回小学教育研究会を開催。
- 1917年（大正6年）- 高等科に商学科を加える。北校舎に1教室を増設。男子高等科の複式を単式とし、13学級編成とする。
- 1919年（大正8年）- 制服を和装から洋装に改定。
- 1920年（大正9年）- 特設学級を設置。
- 1921年（大正10年）- 尋常科1年～4年に直観科を設置。
- 1923年（大正12年）4月1日 - 「愛知県岡崎師範学校附属小学校」に名称を変更。
- 1924年（大正13年）- 文集「ひばり」第1号を刊行。現在に至る。
- 1933年（昭和8年）- 学校看護婦（現在の養護教諭）を設置。
- 1939年（昭和14年）- 雨天体操場を改築。
- 1941年（昭和16年）4月1日 - 国民学校令により、「愛知県岡崎師範学校附属国民学校」に改称。尋常科を初等科とする。
- 1942年（昭和17年）- 少年団を結成。おかず給食を開始。
- 1943年（昭和18年）4月1日 - 師範教育令の改正により、師範学校が官立（国立）移管され、「愛知第二師範学校附属国民学校」（官立（国立））に改称。
- 1944年（昭和19年）- 空襲の激化により、学童疎開を開始。
- 1945年（昭和20年）
  - 7月20日 - 岡崎空襲により、中校舎と北校舎以外を消失。
  - 9月 - 雨天体操場と師範武道場を仮校舎として授業を再開。
- 1946年（昭和21年）- 空襲で被害を受けた校舎施設の補修を開始。
- 1947年
  - 4月1日 - 学制改革（六・三制の実施）が行われる。
  - 4月1日 - 旧・附属国民学校の初等科が改組され、「愛知第二師範学校附属小学校」が発足。12学級編成とする。
  - 4月1日 - 旧・附属国民学校の高等科が改組され、「愛知第二師範学校附属中学校」（新制中学校）が発足。
  - 4月1日 - 愛知第二師範学校の敬愛堂を小学校校舎内に移転。
- 1948年（昭和23年）- 校舎補修を完了。北庭に4教室を新築。父母教師会を結成。
- 1949年（昭和23年）5月31日 - 新制国立大学愛知学芸大学の発足により、師範学校が包括され、「愛知学芸大学愛知第二師範学校附属小学校」に改称。
- 1951年（昭和26年）
  - 4月1日 - 愛知第二師範学校が廃止され、「愛知学芸大学附属岡崎小学校」に改称。
  - 給食調理室が完成し、A型給食を開始。
- 1952年（昭和27年）- 大学施設が明大寺町へ移転のため、旧武道場と食堂が移管され、それぞれ集会室と工作室にあてる。附属中学校の使用していた2教室が移管される。
- 1957年（昭和32年）- 学園歌を制定。制服を改定。南棟を解体し、低学年用遊び場を設置。
- 1958年（昭和33年）- 1・2棟校舎が完成。 敬愛堂と給食室を解体。同窓会が発足。
- 1959年（昭和34年）- 伊勢湾台風により大きな被害を受ける。
- 1960年（昭和35年）- 新校舎が完成。
- 1961年（昭和36年）- 校訓碑を建立。プールが完成。
- 1962年（昭和37年）4月1日 - 特殊学級を設置。
- 1963年（昭和38年）- 児童英語を開始。
- 1964年（昭和39年）- 管理棟・体育館・特殊学級校舎が完成。附属岡崎中学校特殊学級に旧家庭科教室2教室を提供。
- 1965年（昭和40年）- 附属岡崎中学校特殊学級が中学校校舎へ移転。夏休み水泳教室を開始。
- 1966年（昭和41年）4月1日 - 大学の改称に伴い、「愛知教育大学附属岡崎小学校」（現校名）に改称。
- 1967年（昭和42年）
  - 新校舎（第4棟）が完成。
  - 6月1日 - 特殊学級が分離し、愛知教育大学附属養護学校として独立。
- 1971年（昭和46年）- 創立70周年を記念して同窓会より校旗が贈呈される。
- 1979年（昭和54年）- 附小タイムを設定。
- 1980年（昭和55年）- 新館が完成。
- 1981年（昭和56年）- 北門付近を整備し正門とする。創立80周年を記念してロータリーが完成。
- 1984年（昭和59年）- 新校舎と給食室が完成。
- 1996年（平成8年）- コンピュータ室を開設。
- 1997年（平成9年）- 第1回バリス校訪問（アメリカ合衆国インディアナ州マンシー市）を実施。
- 1998年（平成10年）- バリス校児童・教官が来校し、姉妹校を締結。
- 2001年（平成13年）- 創立100周年記念式典を挙行。 なかよし山・トトロの森を整備。
- 2004年（平成16年） - 4月1日 - 国立大学法人化。
- 2009年（平成21年）- 新体育館（くすのきアリーナ）が完成。
- 2010年（平成22年） - 110周年記念として夢時計を設置。名前は生徒から募集して決定。

## ギャラリー

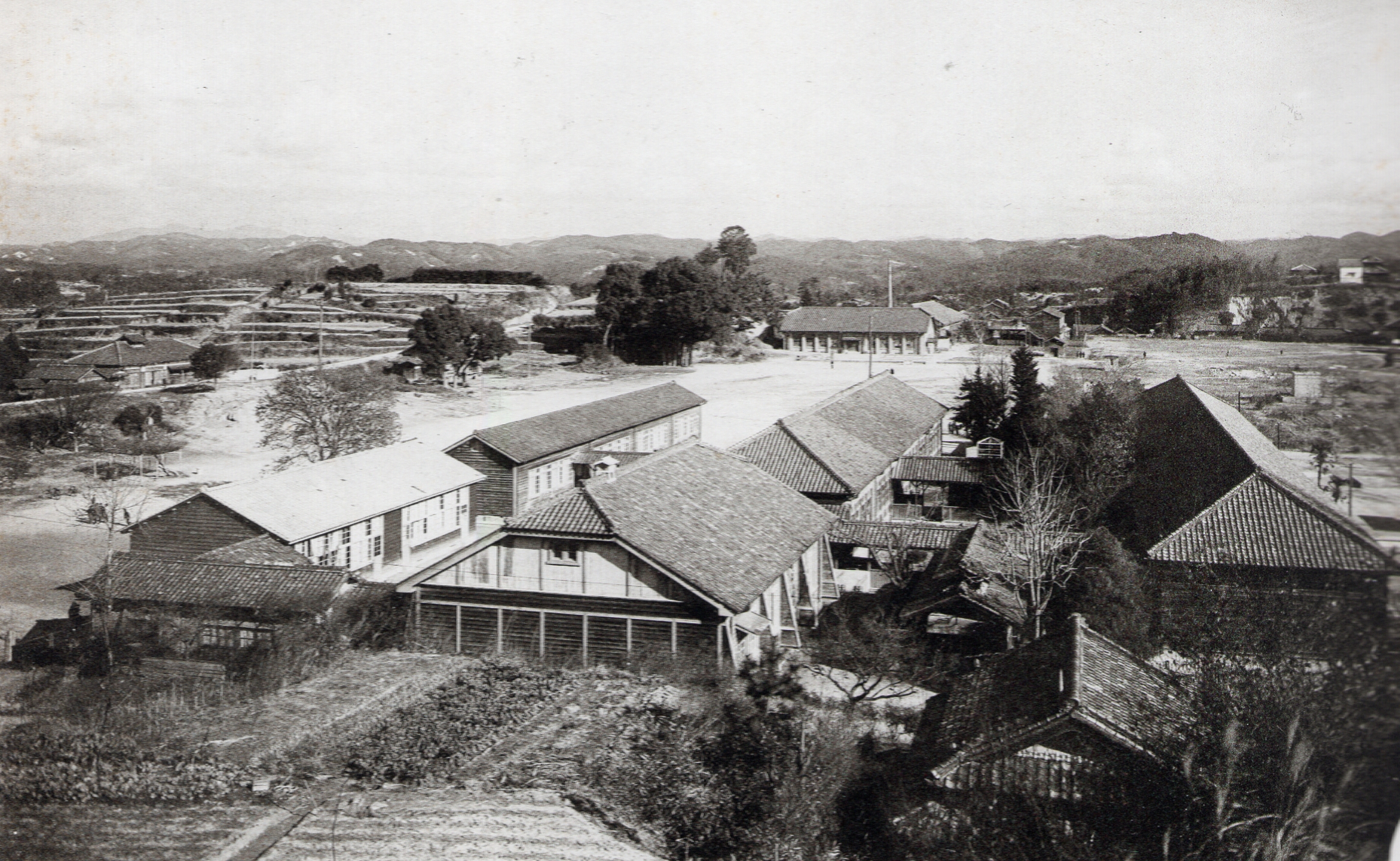
1953年頃
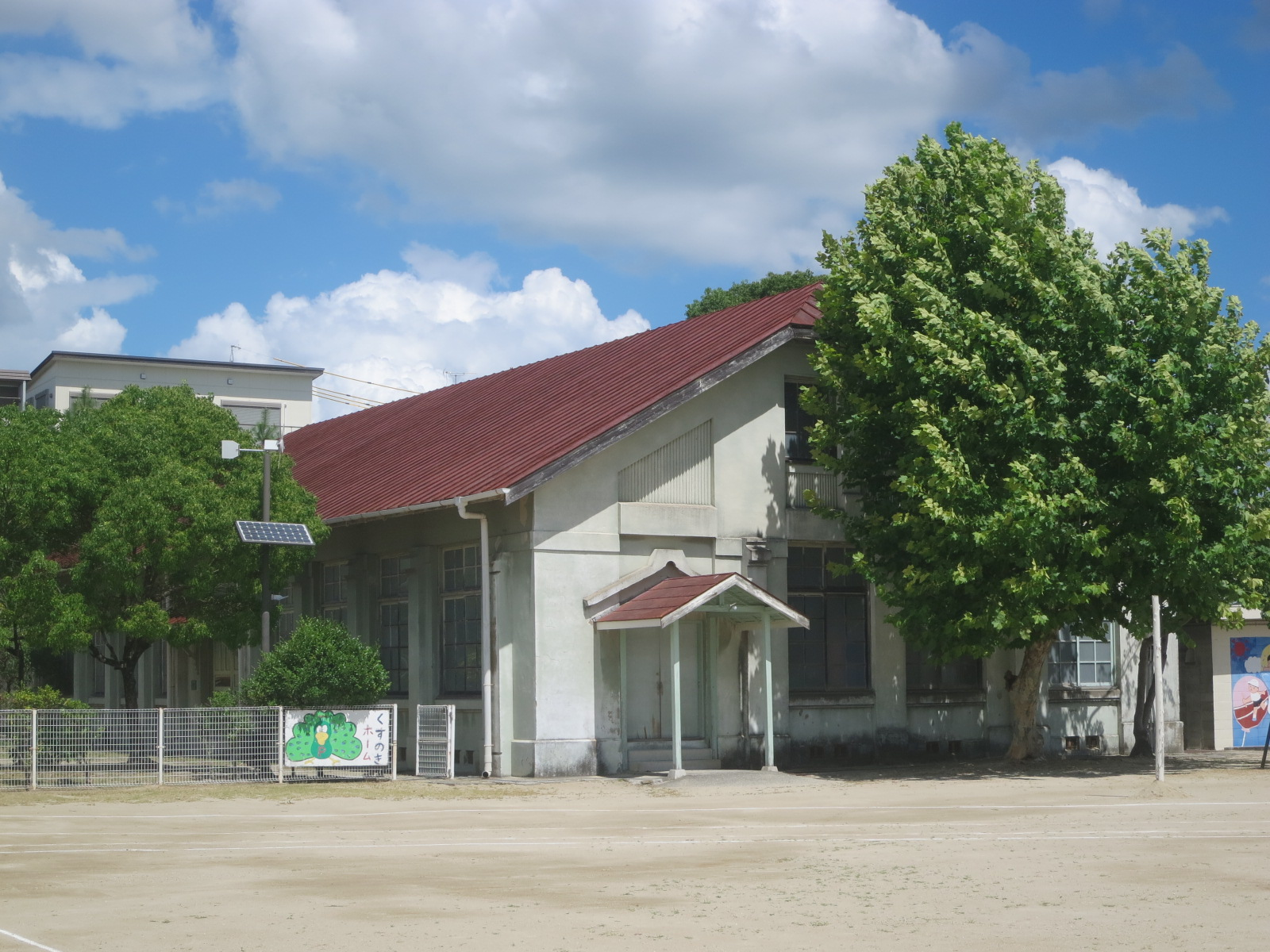
旧愛知県岡崎師範学校武道場（登録有形文化財）
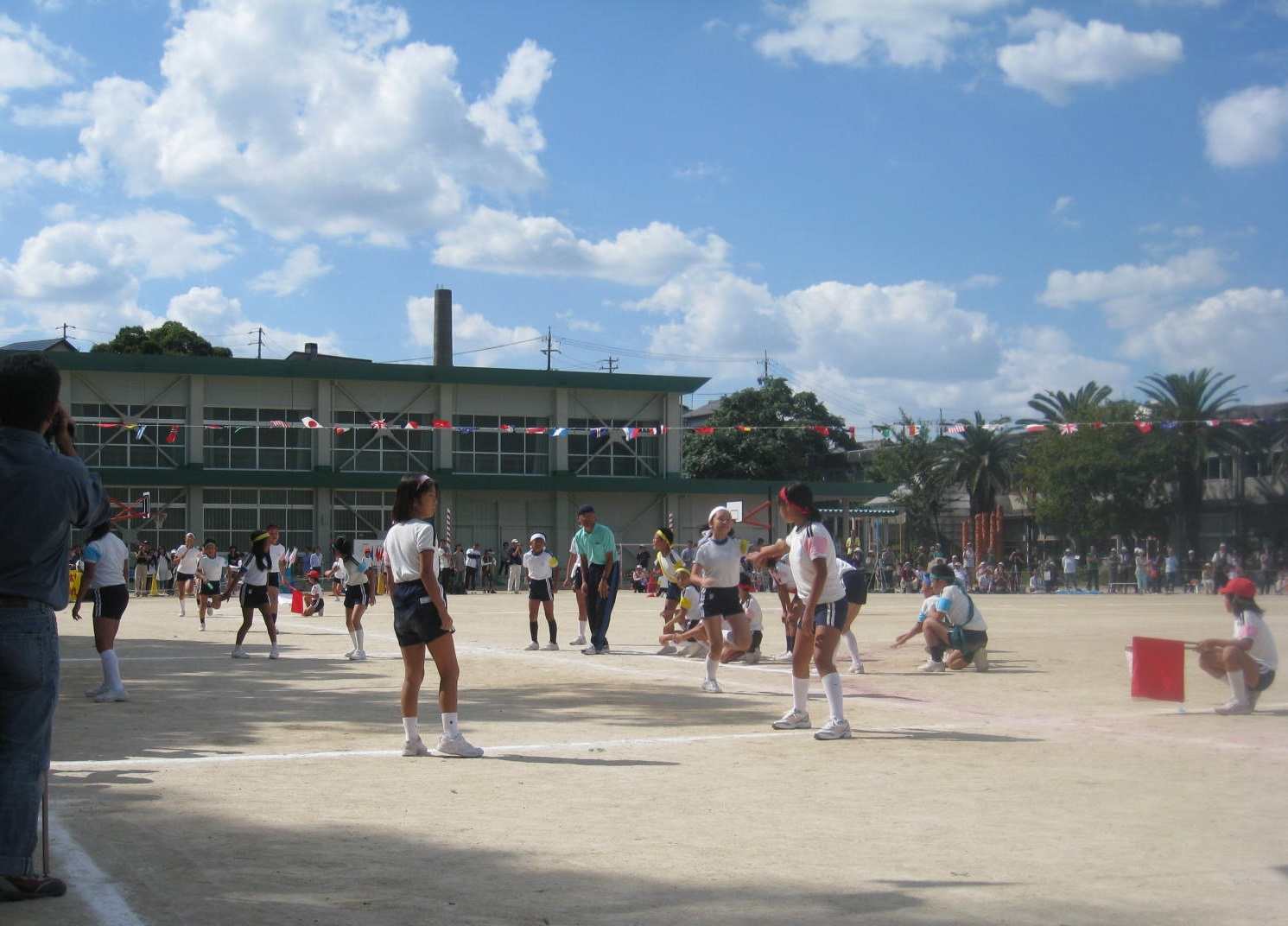
運動場
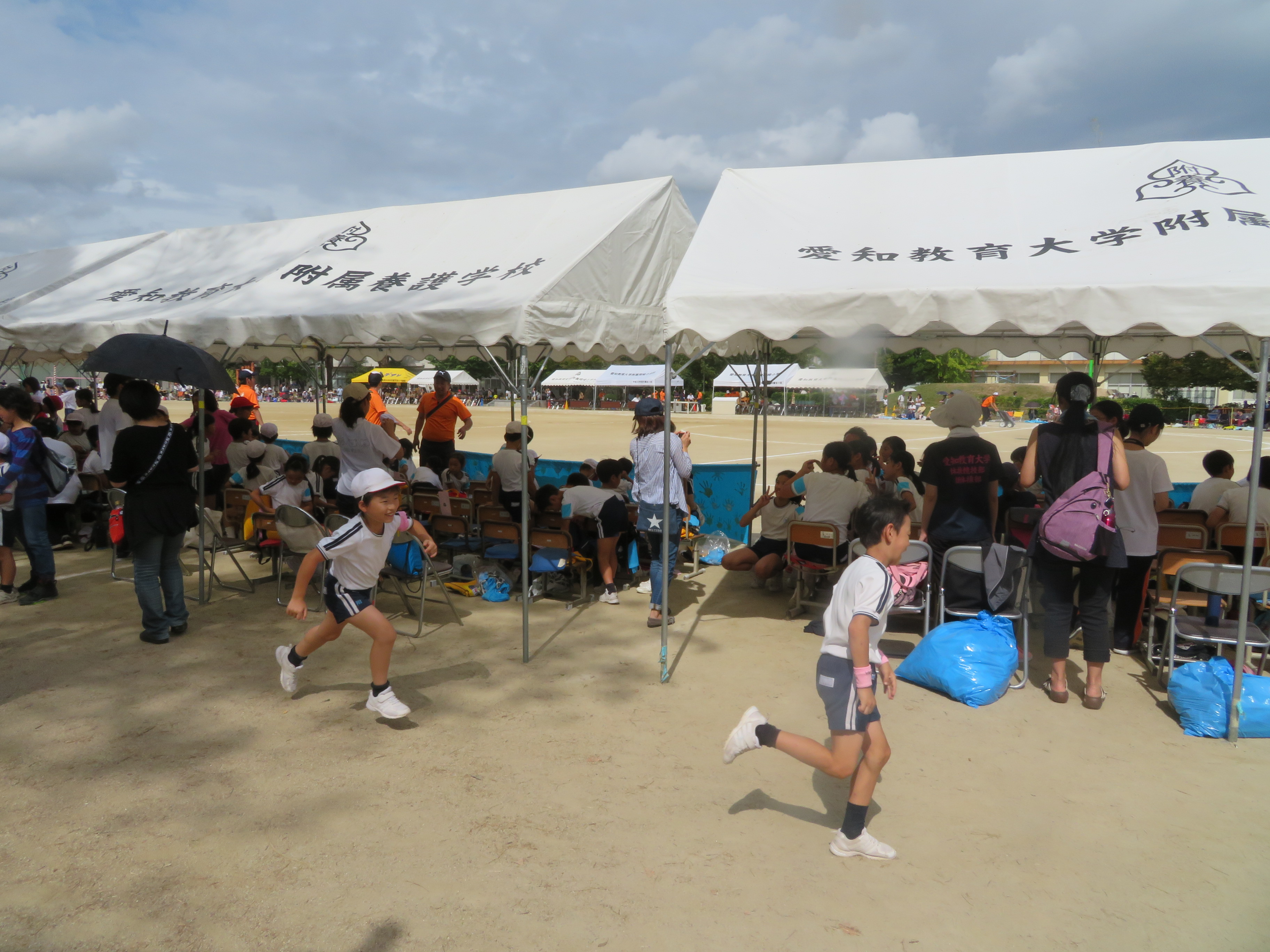
運動場

## 学校行事
青葉会
5月に1年生～4年生は校内、5～6年生は岡崎公園で写生をする。
運動会
1、2、3組の縦割りで競われる。伝統は、全男の騎馬戦と全女の姉妹行進。 一番の目玉はトリの三色対抗縦割りリレー。各クラスの代表が競う。
マラソン大会
1、2年は校内1周、3、4年は2周、5、6年は3周走る。男女別で走る。12位以内に入ると表彰される。
お別れ音楽会
毎年2月に6年生へ向け合唱、合奏をする。6年生は1年生からメダルをもらったり写真撮影もする。
音楽集会
毎月月替わりに担当の学年が合唱、合奏をする。

## 校訓
- 本気デアレ
- キマリヨクセヨ
- ヤッカイニナルナ
- タメニナルコトヲセヨ

※ 小学校開校当初の1901年（明治34年）に、初代主事、蟹江虎五郎によって制定された。

## 著名な出身者
- 長坂信人 - テレビ・映画プロデューサー、株式会社オフィスクレッシェンド代表取締役
- 中嶋一貴 - レーシングドライバー[2]
- 中嶋大祐 - レーシングドライバー[2]
- 坂本葵 - 文筆家
- 中木健二 - チェロ奏者[2]

## 出版書籍

### 小学校
- 「体験生活深化の真教育」（1926年（大正15年）, 東洋図書）
- 「生活教育の実践」（1935年（昭和10年）, 東洋図書）
- 「生活深化の教育体系」（1960年（昭和35年）, 東洋館）
- 「国語科 読みの楽しさを育てる読解指導」（1967年（昭和42年）, 明治図書）
- 「算数科 集合の考えを生かした算数指導」（1967年（昭和42年）, 明治図書）
- 「図工科 四次元の造形教育」（1967年（昭和42年）, 明治図書）
- 「理科 自然0を統一的に見る理科の指導」（1969年（昭和44年）, 明治図書）
- 「社会科 問題意識を育てる社会科の指導」（1969年（昭和44年）, 明治図書）
- 「授業を創造する人間関係」（1971年（昭和46年）, 明治図書）
- 「問いつづける子ども」（1980年（昭和55年）, 明治図書）*「具体的な授業とは」（1976年（昭和56年）, 黎明書房）
- 「子どもとともに創る授業」（1984年（昭和59年）, 明治図書）
- 「生活を拓く授業」（1988年（昭和63年）, 明治図書）
- 「この子輝く授業」（1992年（平成4年）, 明治図書）
- 「未来を生きぬく子ども」（1996年（平成8年）, 明治図書）
- 「新たな自分を創る子ども」（2000年（平成12年）, 明治図書）
- 「教科の本質に迫る授業」（2008年（平成20年）, 明治図書）

## 交通アクセス
最寄りの鉄道駅
- 名鉄名古屋本線「東岡崎駅」

最寄りのバス停
- 名鉄バス「梅園学校前」バス停

最寄りの道路
- 愛知県道477号東大見岡崎線「教育大附属小東」交差点

## 周辺
- 愛知教育大学附属特別支援学校
- 岡崎市立梅園小学校
- 岡崎市立愛宕小学校
- 岡崎市民会館
- 岡崎学園高等学校